# Park drag

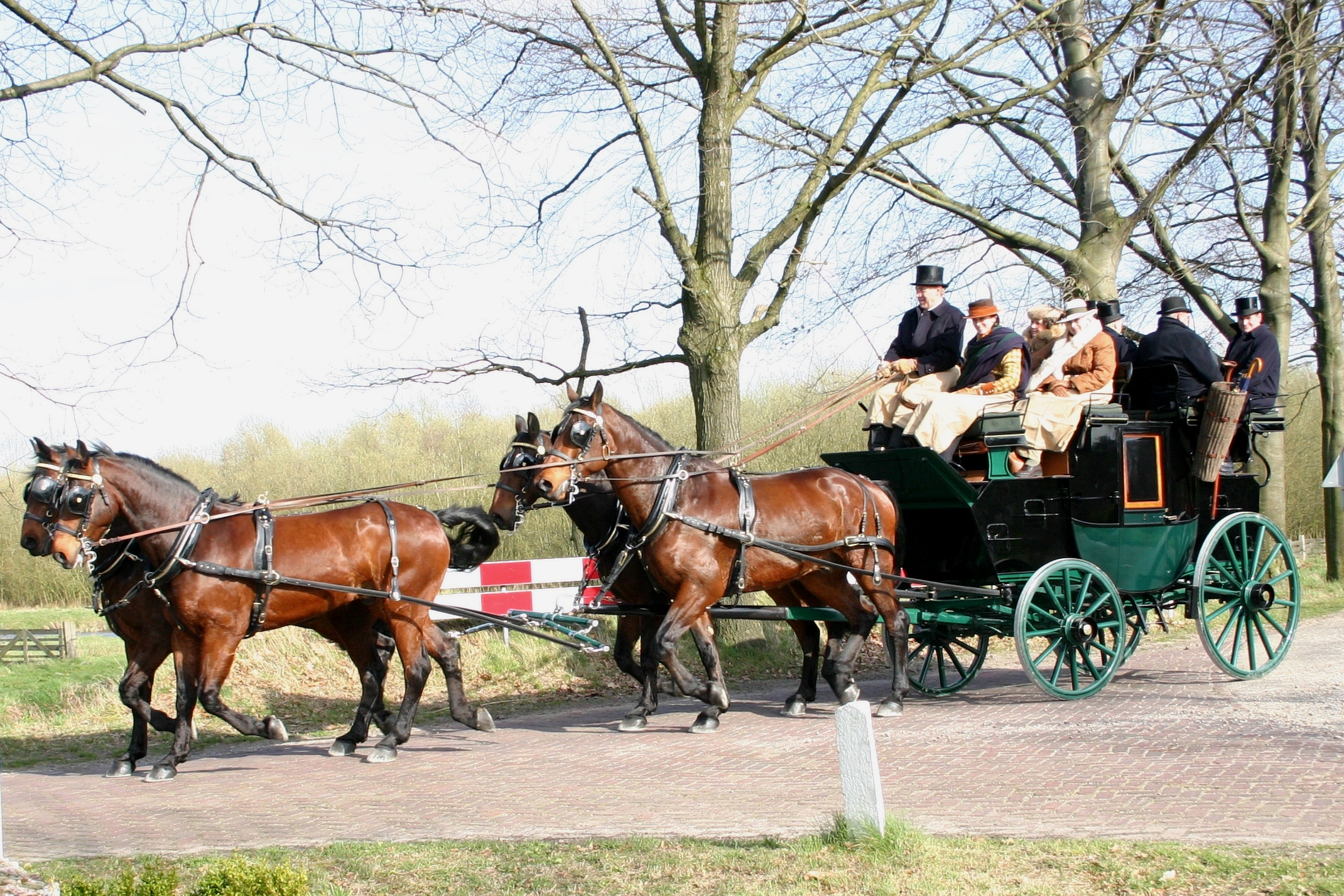
Brewster Park drag (1887)

Park Drag (engelska) var en hästdragen vagn, mycket lik en diligens som var för privat bruk. Vagnen utvecklades ur gamla postvagnar i Storbritannien och användes främst för långa resor som krävde mycket packning. Park drag-vagnen var fyrhjulig med en rund vagnskropp och drogs oftast av fyra hästar.

## Historia
Park Drag-vagnen utvecklades ur de mycket större och tyngre vagnarna Mail coach och Road coach som var populära i Storbritannien under slutet av 1700-talet och början av 1800-talet. Mail coach-vagnen användes främst för leverera post över hela landet och Road coach var en privat vagn för långa resor. Efter att post började skickas med tåg istället för hästdragna vagnar ökade intresset för att köpa de gamla postvagnarna för att användas till nöjeskörning och att köra ikapp med andra vagnsägare. 
Det ökade intresset för vagnarna ledde till att man nyproducerade vagnarna men i en lite mindre och lättare variant som fortfarande behöll intrycket av en större vagn. Vagnen blev så populär att ägare och de som var intresserade av vagnarna startade en exklusiv klubb kallad "Four-in-Hand Club" i London under början av 1800-talet. Klubbens medlemmar träffades då ofta i Hyde Park för att visa sina vagnar och köra. Därav kallades vagnen för Park Drag eller Park Coaches. Klubben blev en inspiration för andra i landet och flera klubbar och föreningar startades för de som var intresserade av körning. 
Under början av 1900-talet blev dock många hästvagnar ersatta med de nya och exklusiva bilarna och efter Andra världskriget var hästdragna vagnar väldigt ovanliga, likaså Park Drag-vagnarna.

## Utseende
Park Drag-vagnen liknade på många sätt Vilda västerns diligenser med en stor och rund vagnskropp som var upphängd i läderremmar för att minska stötarna från ojämna underlag. Men för att utnyttja utrymmet maximalt fanns flera säten upp på taket och plats för fyra personer inuti vagnen. Även kuskbocken hade plats för två eller till och med tre personer. 
Park Drag vagnen hade fyra hjul, två stora bakhjul och två mindre hjul framtill. Längst bak på vagnen fanns utrymme för flera väskor eller lådor och på sidorna fanns hållare som sträckte sig upp över taket, med plats för facklor eller lyktor. Vagnen drogs oftast av fyra körhästar.